# Satu Nou (Oltina), Constanța
Satu Nou este un sat în comuna Oltina din județul Constanța, Dobrogea, România. La recensământul din 2002 avea o populație de 276 locuitori. Săpături au fost făcute de Niculae Conovici.